# Gwiazdoszczetka ochrowa

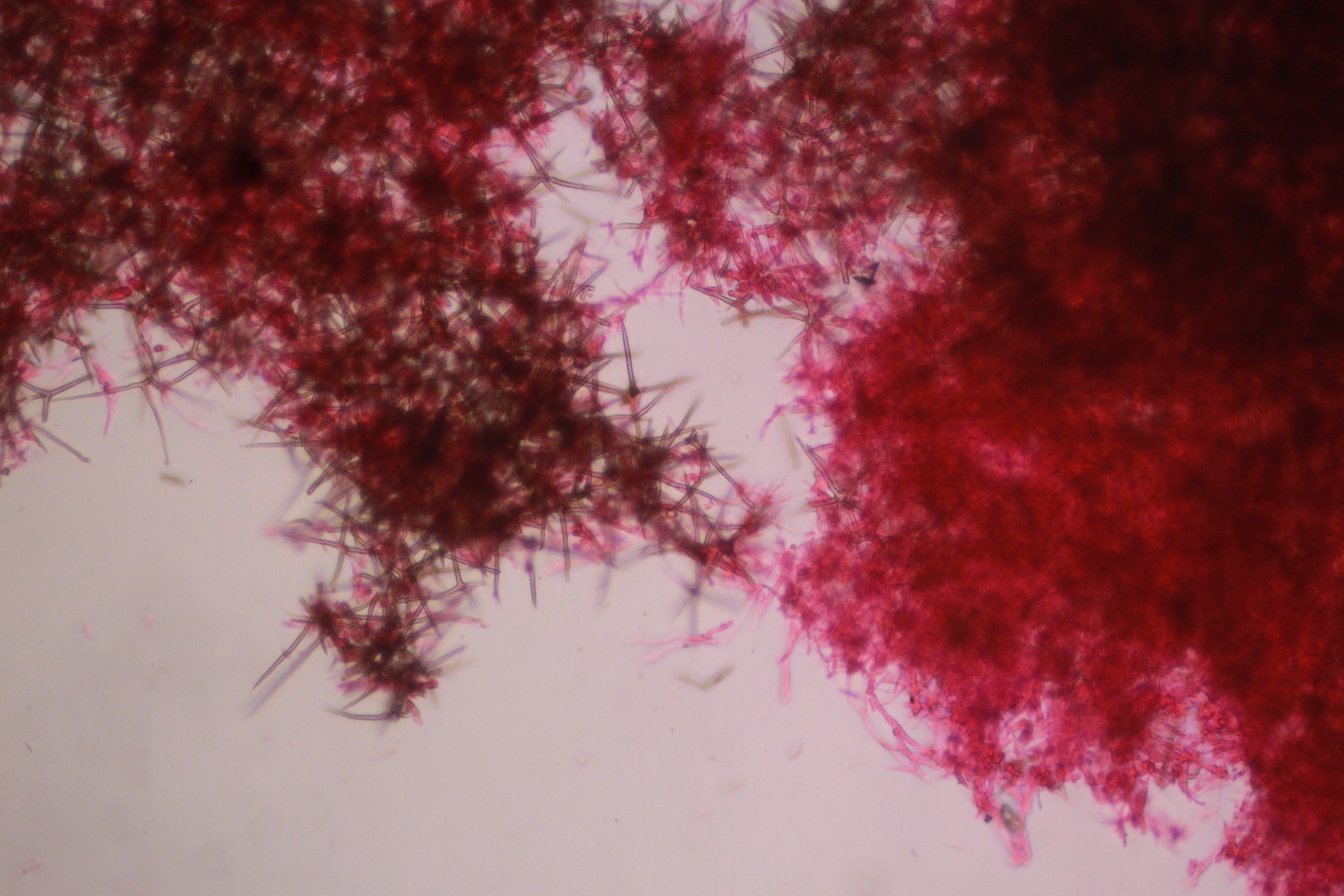
Zdjęcia mikroskopowe. Widoczny gwiaździsty kształt asterosetae

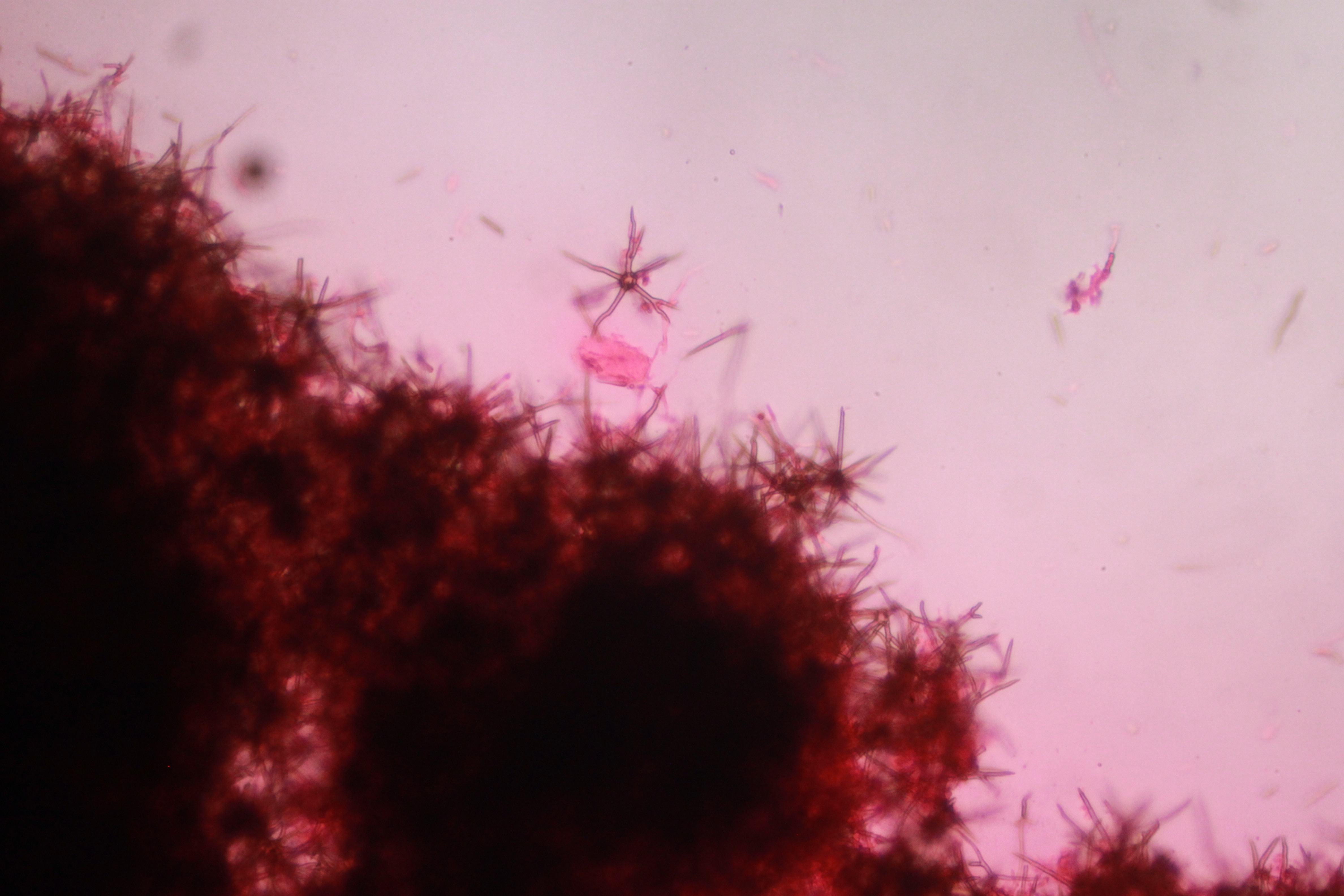
Zdjęcia mikroskopowe. Widoczny gwiaździsty kształt asterosetae

Gwiazdoszczetka ochrowa (Asterostroma cervicolor (Berk. & M.A. Curtis) Massee) – gatunek grzybów z rodziny powłocznicowatych (Peniophoraceae).

## Systematyka i nazewnictwo
Pozycja w klasyfikacji według Index Fungorum
Asterostroma, Peniophoraceae, Russulales, Incertae sedis, Agaricomycetes, Agaricomycotina, Basidiomycota, Fungi.
Po raz pierwszy takson ten opisali w roku 1873 Miles Joseph Berkeley i Moses Ashley Curtis nadając mu nazwę Corticium cervicolor. Obecną nazwę, uznaną przez Index Fungorum, nadał mu w 1889 George Edward Massee przenosząc go do rodzaju gwiazdoszczetka (Asterostroma). Nazwa Asterostroma oznacza „gwiezdne ciało” i opisuje osobliwą formę asterosetae w grzybni oglądanej pod mikroskopem. Większość miąższu wydaje się być złożona ze struktur podobnych do gwiazd.
Synonimy nazwy naukowej:

- Corticium cervicolor Berk. & M.A. Curtis 1873
- Terana cervicolor (Berk. & M.A. Curtis) Kuntze 1891
- Asterostroma cellare Henn. 1908
- Asterostroma ochroleucum Bres. ex Torrend 1913

Nazwę polską podał Władysław Wojewoda w roku 1999.

## Morfologia
Owocnik
Owocnik (bazydiokarp) o grubości od 1,5 do 3,0 µm, rozpostarty, rozproszony, tworzący luźno przylegające łaty. Kolor od żółtego do brązowego. Powierzchnia gładka do delikatnie gąbczastej. Brzeg włóknisto-kłaczkowaty.
Cechy mikroskopowe
Miąższ złożony z cienkościennych, luźno ułożonych, hialinowych strzępek, szerokość 1,5–3 μm; asterosetae gwiaździste, grubościenne, jasnobrązowe, do 123 μm długości, z 4–5 promieniami, czasami dychotomicznie rozgałęzionymi, o średnicy 2–5 μm. Cystydy wrzecionowate, cienkościenne, 48–52 × 10–13 μm. Podstawka (basidium) od cylindrycznej do wybrzuszonej, 40–50 × 5–8 μm, 4-sterygmowa. Bazydiospory jajowate do kulistych, z tępymi brodawkami, o wymiarach 5,2–7,2 × 4,5–5 μm. Wysyp zarodników biały.

## Występowanie i siedlisko
Występuje w obu Amerykach (Kanada, Stany Zjednoczone, Meksyk, Grenada, Argentyna), Europie (Hiszpania, Portugalia, Francja, Wielka Brytania, Niemcy, Dania, Szwecja, Polska) i Azji (Indie, Nepal, Japonia) oraz Mikronezji. W Polsce znany z sześciu stanowisk. Saprotrof, powoduje białą i brunatną zgniliznę drewna. W lasach występuje na kłodach sosnowych, a czasami też jodłowych. Występuje także w pomieszczeniach zamkniętych na wilgotnym drewnie konstrukcyjnym i porastając mury. Kategoria zagrożenia E (Wymierające – krytycznie zagrożone). Pojawia się od lipca do marca.

## Gatunki podobne
- Asterostroma gaillardii – różnice między obydwoma taksonami są szczególnie widoczne w kształcie zarodników: wypukłych, z brodawkami o długości do 1,5 μm u Asterostroma gaillardii i kulistych, z brodawkami o długości do 0,5 μm u gwiazdoszczetki ochrowej (Asterostroma cervicolor)[16].
- Asterostroma laxum – zarodniki nie posiadają brodawek[17].